# Albert de Balleroy

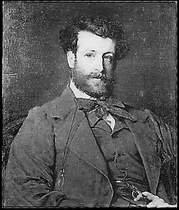
Albert de Balleroy

Albert Félix Justin Pierre de La Cour de Balleroy (* 15. August 1828 in Igé, Département Orne, Normandie; † 10. August 1872 in Amblainville, Département Oise bei Paris) war ein französischer Maler.

## Leben
Albert de Balleroy wurde als Sohn von François de La Cour, Marquis de Balleroy (1796–1875) und seine Frau Adélaïde d’Orglandes (1803–1837) geboren. Der Landsitz der Adelsfamilie war das Schloss Balleroy im Département Calvados. Neben einem älteren Bruder, der bereits als Kind starb, gehörte noch seine Schwester Emilie (1830–1886) zur Familie.
Balleroy stellte von 1853 bis 1870 im Pariser Salon aus. Er spezialisierte sich auf Tierdarstellungen und Jagdszenen, wobei er häufig Jagdhunde als Motiv wählte. Im Februar 1856 bezog er gemeinsam mit Édouard Manet in Paris ein Atelier in der Rue Lavoisier. In diesem Atelier verkehrten auch der Dichter Charles Baudelaire und die Maler Henri Fantin-Latour sowie Camille Pissarro. Die Ateliergemeinschaft lösten Manet und Balleroy im Juli 1859 auf, nachdem sich der fünfzehnjährige Ateliergehilfe Alexandre in den Räumen erhängt hatte. Beide Maler blieben jedoch freundschaftlich miteinander verbunden. So erscheint Balleroy neben Manet in dessen 1862 entstandenen Gruppenporträt Musik im Tuileriengarten. Fantin-Latour porträtierte 1864 die beiden Maler in seinem Gemälde Hommage à Delacroix.
Balleroy heiratete am 24. Mai des gleichen Jahres Marie Rosslin d’Ivry (1843–1897). Aus dieser Ehe gingen vier Kinder hervor. Während der Pariser Kommune war er kurzzeitig Abgeordneter der französischen Nationalversammlung, als diese in Bordeaux tagte. Er starb im Alter von 42 Jahren an Diphtherie. Auch drei seiner Kinder fielen der Krankheit zum Opfer. Lediglich sein Sohn Jacques de la Cour, Marquis de Balleroy (1870–1948) erreichte das Erwachsenenalter.
Einige seiner Gemälde sind heute im Schloss Balleroy zu sehen. Weiterhin zeigen auch die Museen von Caen, Saint-Lô, Bayeux, Saint-Étienne und das Musée d’Orsay in Paris seine Werke.

## Werke (Auswahl)

Radierungen
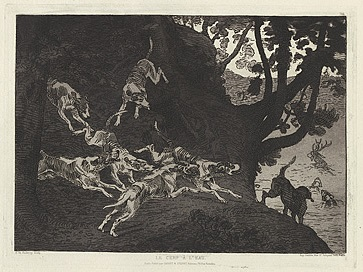
Der Hirsch im Wasser, 1865
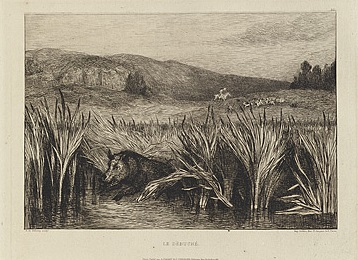
Das Wild verlässt die Deckung, 1863
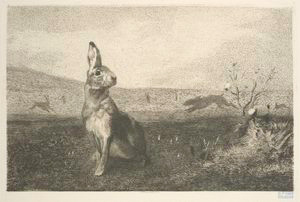
Der Hase
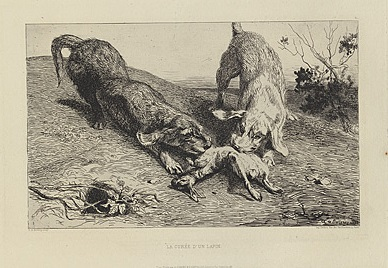
Der erlegte Hase
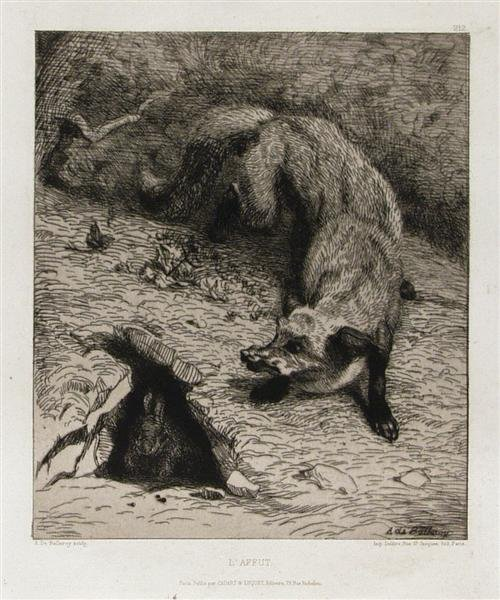
Die Lauer, 1866

Ölgemälde
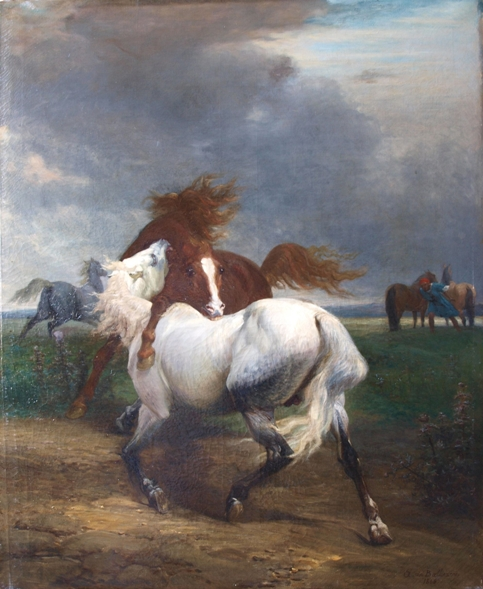
Kämpfende Pferde
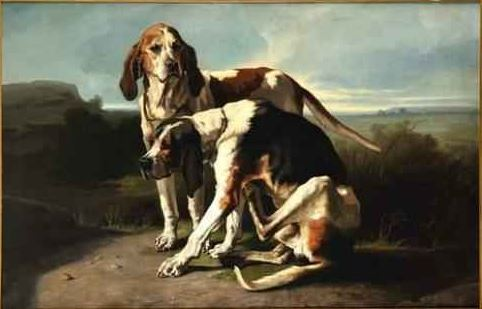
Jagdhundpaar
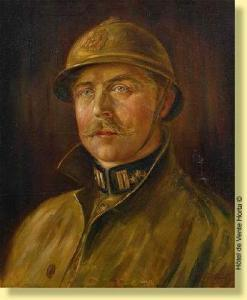
Porträt König Albert I.
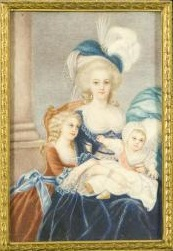
Marie-Antoinette mit ihren Kindern
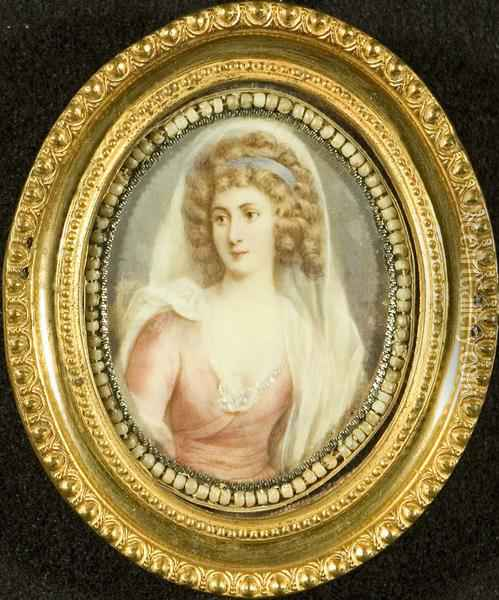
Porträt einer Dame
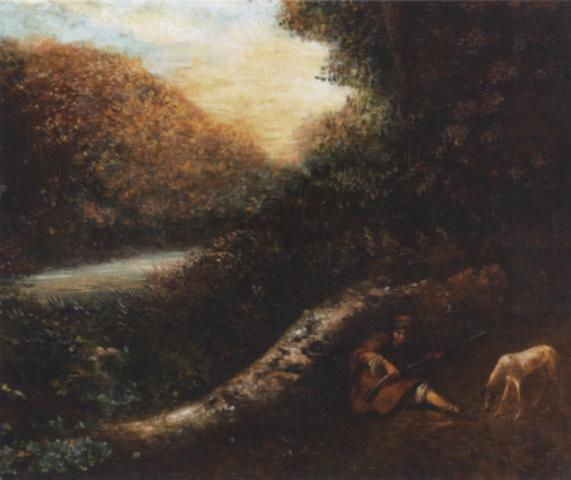
Auf der Jagd